# Butterberg (Ilsenburg)
Der Butterberg ist eine etwa 280 m ü. NN hohe Erhebung im Landkreis Harz in Sachsen-Anhalt (Deutschland).

## Geographische Lage
Der Butterberg liegt etwa auf halber Strecke zwischen Ilsenburg im Westnordwesten und Drübeck im Ostsüdosten. Nach Nordosten geht sein Gelände in den Wahrberg (274,9 m ü. NN) über, nach Westen fällt es in das Tal der Ilse und nach Osten in jenes des Nonnenbachs ab. Der Berg ist an seiner Südseite steiler abfallend als an der Nordseite. Südlich verläuft in Ost-West-Richtung die Landesstraße 85 und etwas nördlich – jenseits der Bahnstrecke Heudeber-Danstedt–Ilsenburg – die Bundesstraße 6.

## Aussichtsberg
Vom Butterberg sind das Harzvorland und Höhenzüge des Harzes zu sehen. Die Sicht auf Ilsenburg bleibt durch das naheliegende Waldstück Eichholz fast vollständig verwehrt. Der Blick auf Drübeck ist möglich.

## Berghöhe
Der Butterberg ist etwas mehr als 280 m hoch. Nordöstlich seines Gipfels liegt auf einem Fahrweg ein Messpunkt (279,1 m ü. NN).